# 中国驻孟加拉国大使列表
本列表为中华人民共和国驻孟加拉国历任大使名录（附中華民國駐孟加拉國歷任代表）。

## 历任中国驻孟加拉国大使

### 附：中华人民共和国驻达卡总领事（1964年－1972年）
1964年，中华人民共和国在东巴基斯坦首府达卡设立总领事馆。1971年12月17日，因印军占领达卡，中国政府关闭驻达卡总领事馆。1972年1月，东巴基斯坦成立孟加拉人民共和国。1月24日，中国驻达卡总领事馆全体馆员撤离达卡，经缅甸仰光回到北京。
| 姓名   | 任命           | 到任 | 递交委任书 | 免职           | 离任          | 领事职务 | 备注       | 备注 |
| ------ | -------------- | ---- | ---------- | -------------- | ------------- | -------- | ---------- | ---- |
| 郭敬   | 1964年6月5日   |      |            | 1965年11月13日 |               | 总领事   |            |      |
| 王泽   | 1965年11月13日 |      |            | 1967年         |               | 总领事   |            |      |
| 宗绶卿 | 1967年         |      |            | 1970年         |               | 领事     | 代理总领事 |      |
| 张英   | 1970年         |      |            |                | 1972年1月24日 | 总领事   |            |      |

### 中华人民共和国驻孟加拉国大使（1976年至今）
1971年3月26日，东巴基斯坦宣布独立，1972年1月成立孟加拉人民共和国。1975年10月4日，中国与孟加拉国正式建立外交关系。
| 姓名   | 任命           | 任命           | 到任           | 递交国书      | 免职           | 免职           | 离任           | 外交衔级 | 外交职务     | 备注     |
| 姓名   | 全国人大常委会 | 主席           | 到任           | 递交国书      | 全国人大常委会 | 主席           | 离任           | 外交衔级 | 外交职务     | 备注     |
| ------ | -------------- | -------------- | -------------- | ------------- | -------------- | -------------- | -------------- | -------- | ------------ | -------- |
| 牟屏   | 不適用         | 不適用         | 1976年1月23日  |               | 不適用         | 不適用         | 1976年4月      |          | 临时代办     | 筹备开馆 |
| 庄焰   | 1976年12月2日  | 不適用         | 1976年4月30日  | 1976年5月5日  | 1979年11月29日 | 不適用         | 1979年11月22日 | 大使     | 特命全权大使 |          |
| 刘述卿 | 1980年2月12日  | 不適用         | 1980年8月      | 1980年8月23日 | 1983年3月5日   | 不適用         | 1982年10月     | 大使     | 特命全权大使 |          |
| 肖向前 | 1982年11月19日 | 不適用         | 1983年2月22日  | 1983年2月28日 | 1984年7月7日   | 1985年11月22日 | 1985年10月     | 大使     | 特命全权大使 |          |
| 郑剑英 | 1984年7月7日   | 1985年11月22日 | 1985年11月     | 1985年11月3日 | 1988年1月21日  | 1988年5月12日  | 1988年4月      | 大使     | 特命全权大使 |          |
| 陈嵩禄 | 1988年3月12日  | 1988年6月20日  | 1988年8月      | 1988年8月17日 | 1992年11月7日  | 1993年2月7日   | 1993年1月5日   | 大使     | 特命全权大使 |          |
| 张序江 | 1992年11月7日  | 1993年2月7日   | 1993年2月      | 1993年2月23日 | 1996年10月29日 | 1997年3月6日   | 1997年1月27日  | 大使     | 特命全权大使 |          |
| 王春贵 | 1996年10月29日 | 1997年3月6日   | 1997年2月      | 1997年3月4日  | 2000年4月29日  | 2000年7月26日  | 2000年6月      | 大使     | 特命全权大使 |          |
| 胡乾文 | 2000年4月29日  | 2000年7月26日  | 2000年7月      | 2000年8月10日 |                | 2003年11月18日 | 2003年10月     | 大使     | 特命全权大使 |          |
| 柴玺   |                | 2003年11月18日 | 2003年10月     |               | 2006年10月31日 | 2007年4月20日  | 2007年3月      | 大使     | 特命全权大使 |          |
| 郑清典 | 2006年10月31日 | 2007年4月20日  | 2007年3月19日  | 2007年3月29日 | 2008年10月28日 | 2009年4月9日   | 2009年2月      | 大使     | 特命全权大使 |          |
| 张宪一 | 2008年10月28日 | 2009年4月9日   | 2009年3月15日  | 2009年3月22日 | 2011年6月30日  | 2012年2月17日  | 2012年1月      | 大使     | 特命全权大使 |          |
| 李军   | 2011年6月30日  | 2012年2月17日  | 2012年2月18日  | 2012年3月5日  | 2014年11月1日  | 2015年2月11日  | 2014年9月      | 大使     | 特命全权大使 |          |
| 马明强 | 2014年11月1日  | 2015年2月11日  | 2015年1月22日  | 2015年2月2日  | 2017年11月4日  | 2018年3月5日   | 2017年12月     | 大使     | 特命全权大使 |          |
| 张佐   | 2017年11月4日  | 2018年3月5日   | 2018年2月12日  | 2018年3月7日  | 2019年6月29日  | 2019年9月12日  | 2019年7月      | 大使     | 特命全权大使 |          |
| 李极明 | 2019年6月29日  | 2019年9月12日  | 2019年8月19日  | 2019年8月28日 | 2022年10月30日 | 2023年1月5日   | 2022年12月12日 | 大使     | 特命全权大使 |          |
| 姚文   | 2022年10月30日 | 2023年1月5日   | 2022年12月28日 | 2023年1月9日  | 现任           |                |                | 大使     | 特命全权大使 |          |

### 附：中華民國駐孟加拉國代表（2003年－2009年）
2004年3月1日，中華民國設立駐孟加拉臺北代表處。2009年6月30日關閉。
| 姓名   | 任命 | 到任           | 免职 | 离任          | 外交衔级 | 外交职务 | 备注 | 备注 |
| ------ | ---- | -------------- | ---- | ------------- | -------- | -------- | ---- | ---- |
| 陳文煙 |      | 2003年12月30日 |      | 2009年6月30日 | 代表     | 代表     |      |      |

## 外部連結
- 中华人民共和国驻孟加拉人民共和国大使馆（简体中文）（英文）